# IHF Super Globe 2016
Der 10. IHF Super Globe wurde vom 5. bis 8. September 2016 in Doha (Katar) ausgetragen. Die Füchse Berlin gewannen das Turnier im Finale gegen Paris Saint-Germain und verteidigten somit ihren Titel.

## Austragungsort
Das Turnier wurde wie im Vorjahr ausschließlich in der Duhail Sports Hall in Doha ausgetragen.

## Teilnehmer
Für die Teilnahme am Turnier qualifizierten sich die folgenden Mannschaften:
| Verein                      | Kontinent (Verband) | Qualifiziert als                           |
| --------------------------- | ------------------- | ------------------------------------------ |
| Lekhwiya Sports Club        | Asien (AHF)         | Gastgeber                                  |
| Füchse Berlin               | Europa (EHF)        | Titelverteidiger                           |
| Sydney University HC        | Ozeanien (OCHF)     | Sieger Oceania Champions Cup 2016          |
| al-Sadd Sports Club         | Asien (AHF)         | Sieger GCC Club Championship 2015          |
| KS Kielce                   | Europa (EHF)        | Sieger EHF Champions League 2016           |
| Espérance Sportive de Tunis | Afrika (CAHB)       | Sieger CAHB Champions League 2016          |
| Handebol Taubaté            | Panamerika (PATHF)  | Sieger Pan American Club Championship 2016 |
| Paris Saint-Germain         | Europa (EHF)        | Wildcard                                   |

## Finalrunde

### Viertelfinale
| 5. September 2016 13:00 Uhr | KS Kielce            | 33:30        | Handebol Taubaté        | Duhail Sports Hall, Doha Zuschauer: 500 Schiedsrichter: Martin Gjeding, Mads Hansen |
| 5. September 2016 13:00 Uhr | meiste Tore: Đukić 7 | (21:15)      | meiste Tore: Teixeira 7 | Duhail Sports Hall, Doha Zuschauer: 500 Schiedsrichter: Martin Gjeding, Mads Hansen |
| 5. September 2016 13:00 Uhr | Strafen: 1× 3×       | Spielbericht | Strafen: 1× 5×          | Duhail Sports Hall, Doha Zuschauer: 500 Schiedsrichter: Martin Gjeding, Mads Hansen |

| 5. September 2016 15:00 Uhr | Paris Saint-Germain        | 38:31        | Espérance Sportive de Tunis | Duhail Sports Hall, Doha Zuschauer: 700 Schiedsrichter: Óscar Raluy López, Ángel Sabroso Ramírez |
| 5. September 2016 15:00 Uhr | meiste Tore: Gensheimer 10 | (21:18)      | meiste Tore: Mahmoudi 13    | Duhail Sports Hall, Doha Zuschauer: 700 Schiedsrichter: Óscar Raluy López, Ángel Sabroso Ramírez |
| 5. September 2016 15:00 Uhr | Strafen: 4× 5× 1×          | Spielbericht | Strafen: 3× 9×              | Duhail Sports Hall, Doha Zuschauer: 700 Schiedsrichter: Óscar Raluy López, Ángel Sabroso Ramírez |

| 5. September 2016 17:00 Uhr | Füchse Berlin          | 27:25        | Lekhwiya Sports Club    | Duhail Sports Hall, Doha Zuschauer: 1.500 Schiedsrichter: Bojan Lah, David Sok |
| 5. September 2016 17:00 Uhr | meiste Tore: Nenadić 8 | (14:12)      | meiste Tore: El-Ahmar 8 | Duhail Sports Hall, Doha Zuschauer: 1.500 Schiedsrichter: Bojan Lah, David Sok |
| 5. September 2016 17:00 Uhr | Strafen: 3× 5×         | Spielbericht | Strafen: 3× 2×          | Duhail Sports Hall, Doha Zuschauer: 1.500 Schiedsrichter: Bojan Lah, David Sok |

| 5. September 2016 20:00 Uhr | al-Sadd Sports Club   | 34:18        | Sydney University HC       | Duhail Sports Hall, Doha Zuschauer: 1.500 Schiedsrichter: Julián Grillo, Sebastián Lenci |
| 5. September 2016 20:00 Uhr | meiste Tore: Alkrad 6 | (18:8)       | meiste Tore: Verlseeuwen 7 | Duhail Sports Hall, Doha Zuschauer: 1.500 Schiedsrichter: Julián Grillo, Sebastián Lenci |
| 5. September 2016 20:00 Uhr | Strafen: 2× 4×        | Spielbericht | Strafen: 1× 5×             | Duhail Sports Hall, Doha Zuschauer: 1.500 Schiedsrichter: Julián Grillo, Sebastián Lenci |

### Playoff Platz 5–8
| 6. September 2016 13:00 Uhr | Handebol Taubaté                           | 20:32        | Espérance Sportive de Tunis | Duhail Sports Hall, Doha Zuschauer: 600 Schiedsrichter: Bojan Lah, David Sok |
| 6. September 2016 13:00 Uhr | meiste Tore: Lobato, Amorim, Perrella je 3 | (10:18)      | meiste Tore: Hammed 6       | Duhail Sports Hall, Doha Zuschauer: 600 Schiedsrichter: Bojan Lah, David Sok |
| 6. September 2016 13:00 Uhr | Strafen: 3× 2×                             | Spielbericht | Strafen: 2×                 | Duhail Sports Hall, Doha Zuschauer: 600 Schiedsrichter: Bojan Lah, David Sok |

| 6. September 2016 15:00 Uhr | Sydney University HC               | 17:29        | Lekhwiya Sports Club   | Duhail Sports Hall, Doha Zuschauer: 500 Schiedsrichter: Julián Grillo, Sebastián Lenci |
| 6. September 2016 15:00 Uhr | meiste Tore: Bonnin, Cumplido je 4 | (9:12)       | meiste Tore: Ramazan 5 | Duhail Sports Hall, Doha Zuschauer: 500 Schiedsrichter: Julián Grillo, Sebastián Lenci |
| 6. September 2016 15:00 Uhr | Strafen: 1× 3×                     | Spielbericht | Strafen: 1× 3×         | Duhail Sports Hall, Doha Zuschauer: 500 Schiedsrichter: Julián Grillo, Sebastián Lenci |

### Halbfinale
| 6. September 2016 17:00 Uhr | KS Kielce                             | 25:29        | Paris Saint-Germain                    | Duhail Sports Hall, Doha Zuschauer: 2.500 Schiedsrichter: Vaidas Mažeika, Mindaugas Gatelis |
| 6. September 2016 17:00 Uhr | meiste Tore: Reichmann, Lijewski je 5 | (12:13)      | meiste Tore: Gensheimer, Narcisse je 8 | Duhail Sports Hall, Doha Zuschauer: 2.500 Schiedsrichter: Vaidas Mažeika, Mindaugas Gatelis |
| 6. September 2016 17:00 Uhr | Strafen: 2× 5×                        | Spielbericht | Strafen: 2× 7×                         | Duhail Sports Hall, Doha Zuschauer: 2.500 Schiedsrichter: Vaidas Mažeika, Mindaugas Gatelis |

| 6. September 2016 19:00 Uhr | al-Sadd Sports Club    | 26:32        | Füchse Berlin            | Duhail Sports Hall, Doha Zuschauer: 2.500 Schiedsrichter: Óscar Raluy López, Ángel Sabroso Ramírez |
| 6. September 2016 19:00 Uhr | meiste Tore: Bannour 9 | (12:15)      | meiste Tore: Lindberg 10 | Duhail Sports Hall, Doha Zuschauer: 2.500 Schiedsrichter: Óscar Raluy López, Ángel Sabroso Ramírez |
| 6. September 2016 19:00 Uhr | Strafen: 3× 2× 1×      | Spielbericht | Strafen: 2× 4×           | Duhail Sports Hall, Doha Zuschauer: 2.500 Schiedsrichter: Óscar Raluy López, Ángel Sabroso Ramírez |

### Spiel um Platz 7
| 8. September 2016 13:00 Uhr | Sydney University HC        | 23:35        | Handebol Taubaté       | Duhail Sports Hall, Doha Schiedsrichter: Vaidas Mažeika, Mindaugas Gatelis |
| 8. September 2016 13:00 Uhr | meiste Tore: Verlseeuwen 10 | (11:20)      | meiste Tore: Lobato 12 | Duhail Sports Hall, Doha Schiedsrichter: Vaidas Mažeika, Mindaugas Gatelis |
| 8. September 2016 13:00 Uhr | Strafen: 3× 8×              | Spielbericht | Strafen: 3× 5×         | Duhail Sports Hall, Doha Schiedsrichter: Vaidas Mažeika, Mindaugas Gatelis |

### Spiel um Platz 5
| 8. September 2016 15:00 Uhr | Lekhwiya Sports Club | 27:28        | Espérance Sportive de Tunis | Duhail Sports Hall, Doha Zuschauer: 1.200 Schiedsrichter: Julián Grillo, Sebastián Lenci |
| 8. September 2016 15:00 Uhr | meiste Tore: Sinen 7 | (16:15)      | meiste Tore: Boughanmi 6    | Duhail Sports Hall, Doha Zuschauer: 1.200 Schiedsrichter: Julián Grillo, Sebastián Lenci |
| 8. September 2016 15:00 Uhr | Strafen: 2× 4×       | Spielbericht | Strafen: 1× 6×              | Duhail Sports Hall, Doha Zuschauer: 1.200 Schiedsrichter: Julián Grillo, Sebastián Lenci |

### Spiel um Platz 3
| 8. September 2016 17:00 Uhr | al-Sadd Sports Club  | 25:36        | KS Kielce            | Duhail Sports Hall, Doha Schiedsrichter: Óscar Raluy López, Ángel Sabroso Ramírez |
| 8. September 2016 17:00 Uhr | meiste Tore: Saïed 8 | (12:20)      | meiste Tore: Đukić 7 | Duhail Sports Hall, Doha Schiedsrichter: Óscar Raluy López, Ángel Sabroso Ramírez |
| 8. September 2016 17:00 Uhr | Strafen: 2× 4×       | Spielbericht | Strafen: 2× 3×       | Duhail Sports Hall, Doha Schiedsrichter: Óscar Raluy López, Ángel Sabroso Ramírez |

### Finale
| 8. September 2016 19:00 Uhr | Füchse Berlin                      | 29:28        | Paris Saint-Germain   | Duhail Sports Hall, Doha Zuschauer: 3.000 Schiedsrichter: Martin Gjeding, Mads Hansen |
| 8. September 2016 19:00 Uhr | meiste Tore: Elísson, Nenadić je 5 | (12:15)      | meiste Tore: Hansen 7 | Duhail Sports Hall, Doha Zuschauer: 3.000 Schiedsrichter: Martin Gjeding, Mads Hansen |
| 8. September 2016 19:00 Uhr | Strafen: 1× 2×                     | Spielbericht | Strafen: 2× 1×        | Duhail Sports Hall, Doha Zuschauer: 3.000 Schiedsrichter: Martin Gjeding, Mads Hansen |

## Abschlussplatzierung
| Rang   | Team                        | Sp. | S | U | N | Tore  | Diff. | Pkt. |
| ------ | --------------------------- | --- | - | - | - | ----- | ----- | ---- |
| Gold   | Füchse Berlin               | 3   | 3 | 0 | 0 | 88:79 | +009  | 6    |
| Silber | Paris Saint-Germain         | 3   | 2 | 0 | 1 | 95:85 | +010  | 4    |
| Bronze | KS Kielce                   | 3   | 2 | 0 | 1 | 94:84 | +010  | 4    |
| 04.    | al-Sadd Sports Club         | 3   | 1 | 0 | 2 | 85:86 | −001  | 2    |
| 05.    | Espérance Sportive de Tunis | 3   | 2 | 0 | 1 | 91:85 | +006  | 4    |
| 06.    | Lekhwiya Sports Club        | 3   | 1 | 0 | 2 | 81:72 | +009  | 2    |
| 07.    | Handebol Taubaté            | 3   | 1 | 0 | 2 | 85:88 | −003  | 2    |
| 08.    | Sydney University HC        | 3   | 0 | 0 | 3 | 58:98 | −040  | 0    |